# Hanki-Kolonia
Hanki-Kolonia – kolonia w Polsce położona w województwie zachodniopomorskim, w powiecie wałeckim, w gminie Mirosławiec. 
W latach 1975–1998 miejscowość administracyjnie należała do województwa pilskiego.
Przez miejscowość przebiega droga wojewódzka nr 177.